# アレクサメノスの掻き絵

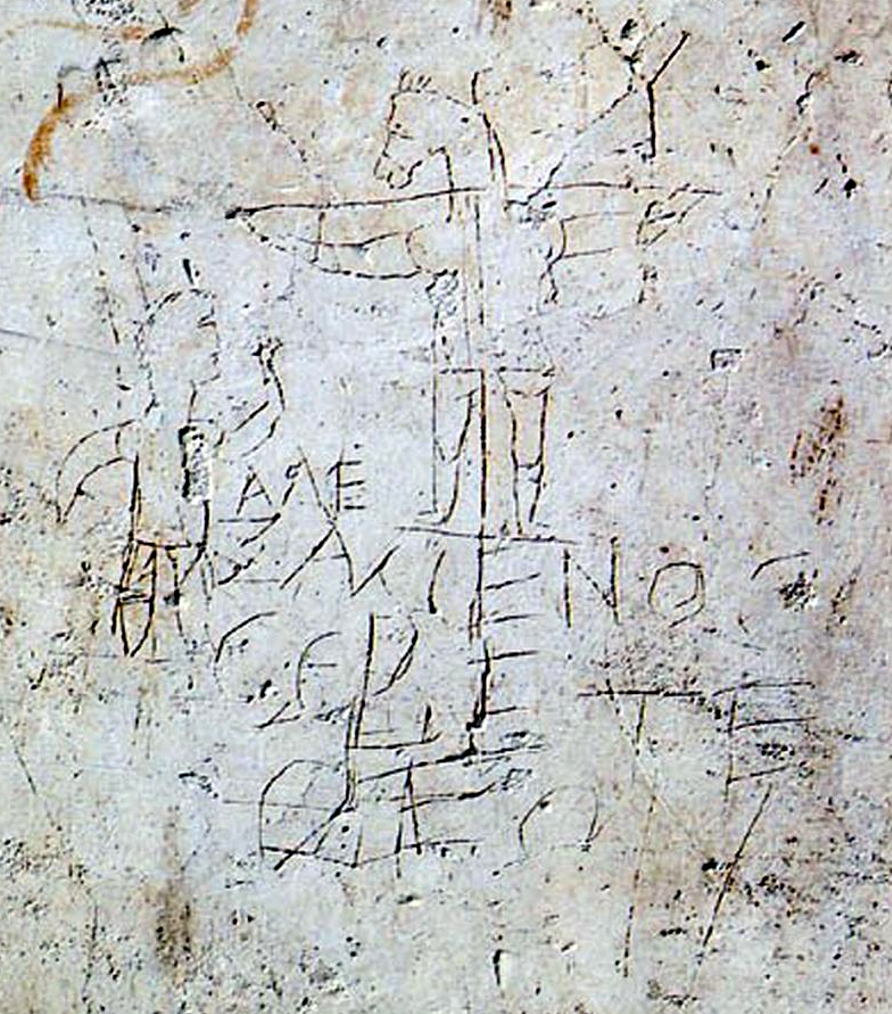
アレクサメノスの掻き絵

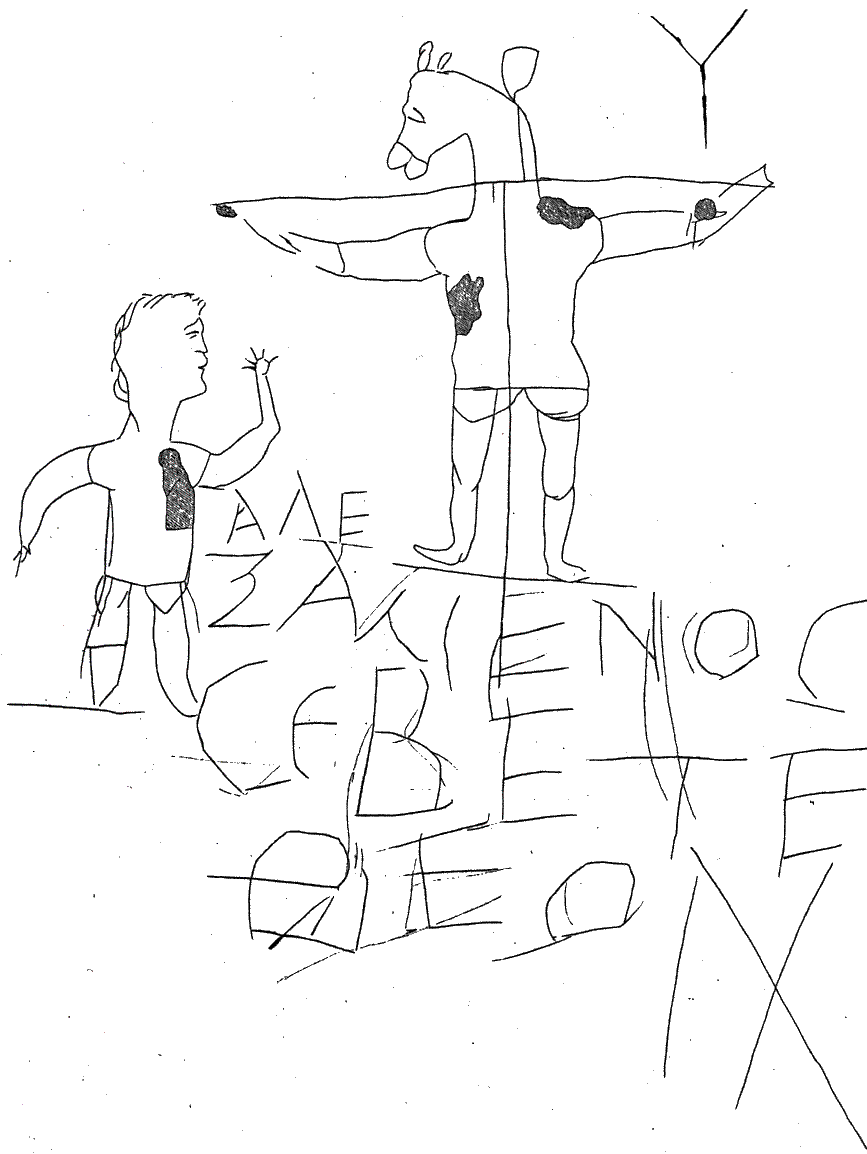
略図

アレクサメノスの掻き絵（あれくさめのすのかきえ、伊：Graffito di Alessameno, 英：Alexamenos graffito）またはパラティーノの掻き絵（graffito del Palatino）は、ローマのパラティーノの丘近くの壁に描かれた落書きである。冒涜の掻き絵（graffito blasfemo）とも呼ばれる。一般に、キリスト教の十字架像を描いた絵では最初期のものと考えられている。

## 内容
十字架に磔にされた人物はロバの頭で、その左で、若い男が片手を挙げて立っている。おそらくペイガニズムの崇拝を示唆しているのであろう。
十字架の下には、拙い字で、こんなギリシア語の銘字が書かれている。
Αλεξαμενος ϲεβετε θεον
ϲεβετεはϲεβεταιの書き誤りであろう。訳すると、こうなる。
アレクサメノス （彼の）神を 拝む

## 年代
共通の認識としては、この掻き絵が描かれたのは、3世紀のいつかということになっているが、西暦85年という説もある。

## 発見時期・場所

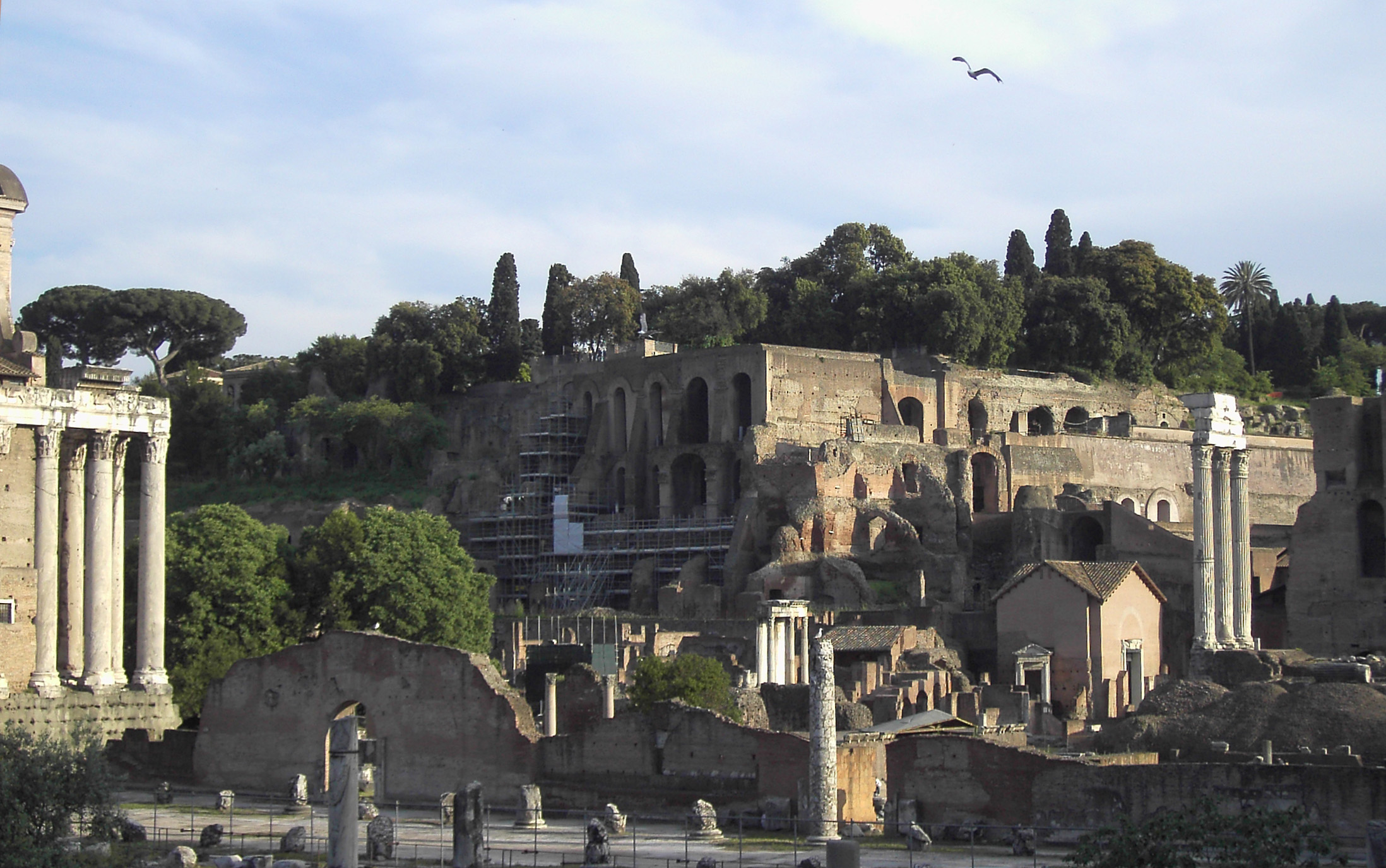
パラティーノの丘

発見されたのは1857年、パラティーノの丘から、ドムス・ゲロティアナという建物が発掘された時で、その建物の一室でこの掻き絵が見つかった。この建物はローマ皇帝カリグラ（カリギュラ）が宮殿にするために手に入れた家で、カリグラの死後、宮廷の使用人のためのペダゴギウム（寄宿学校）として使われていた。その後、建物の上の区画を拡張するために、建物は通りごと壁で仕切られ、何世紀も封印されたままになっていた。アレクサメノスの掻き絵は、現在はローマのパラティーノ美術館に所蔵されている。

## 解釈
大多数の研究者は、アレクサメノスの掻き絵は、キリスト教を嘲っているものだと受け止めている。頭をロバにすげ替えることも、磔も、どちらも当時のローマ社会では侮辱的な意味だったはずである。4世紀にコンスタンティヌス1世が廃止するまで、磔は重罪人に対する処刑に使用されてきて、この絵が与える衝撃は、現在ならさしずめ、首に絞首刑の縄をつけた、あるいは電気椅子に縛られた人物像を見るに等しいものである。
当時においては、キリスト教がロバ崇拝の拝一神教であるとする糾弾が広く存在していた。テルトゥリアヌスは、2世紀後期から3世紀初期にかけて書いた著作の中で、ユダヤ人と一緒にロバの頭の神を崇拝するキリスト教徒がいることを書き、非難した。さらに、背教徒のユダヤ人が、Deus Christianorum Onocoetes（ロバを父に持つキリスト教の神）と銘打つ、ロバの耳と蹄を持つキリスト教徒の戯画をカルタゴにもたらしたことにも言及している.  
研究者の中には、この掻き絵はエジプトの神アヌビス、もしくはセトの崇拝、あるいは、若い男が行っている儀式は、馬の頭の像やタウ十字 Cross of Tau（銘字右上にあるYの形）を伴うグノーシス主義の儀式である、とする説もある。

## 重要性
掻き絵に描かれた十字架信仰が、当時のキリスト教で本当に行われていたのか、あるいはキリスト教信仰を嘲るためにロバの頭のような別の要素を付け加えたことについても、論争が続いている。たとえば、通常ローマでは死刑囚を全裸にしていたのに、掻き絵の中の磔された人物は下帯をまとっていて、それは、この掻き絵の作者が少なくともアレクサメノスか誰かが儀式を行っているのを実際に見て、それを基にして描いたことを証明しはしないかという意見もあるが、それに対して、十字架は4、5世紀になるまで信仰の中で使われることはなかったはずだという反論もある。

## Alexamenos fideli
ところで、掻き絵の描かれた隣の部屋には、別人の手になる、次のようなラテン語の銘字がある。
Alexamenos fidelis
意味は、アレクサメノスは誠実なり、あるいは、誠実なる者アレクサメノスとなる。掻き絵の嘲りに対する反論として、アレクサメノス本人もしくは第三者が書いたものと考えられている。

## 参照
1. ↑  Harold Bayley, Archaic England,: An essay in deciphering prehistory from megalithic monuments, earthworks, customs, coins, place-names, and faerie superstitions, Chapman & Hall, 1920, p. 393
2. ↑  Walter Lowrie, Monuments of the Early Church, Macmillan, 1901, p. 238
3. ↑  Dom Dunstan Adams, What is Prayer?, Gracewing Publishing, 1999, p. 48
4. ↑  Father John J
Pasquini, John J. Pasquini, True Christianity: The Catholic Way, iUniverse, 2003, p. 105
5. 1 2 3  Augustus John
Cuthbert Hare, Walks in Rome, Volume 1, Adamant Media Corporation, 2005, p. 201
6. ↑  
Viladesau, Richard (1992). The Word in and Out of Season. Paulist Press. pp. 46. ISBN 0809136260
7. ↑  Thomas Wright, Frederick William Fairholt, A History of Caricature and Grotesque in Literature and Art, Chatto and Windus, 1875, p. 39
8. 1 2  David L. Balch, Carolyn Osiek, Early Christian Families in Context: An Interdisciplinary Dialogue, Wm. B. Eerdmans Publishing, 2003, p. 103
9. 1 2 3  B. Hudson MacLean, An introduction to Greek epigraphy of the Hellenistic and Roman periods from Alexander the Great down to the reign of Constantine, University of Michigan Press, 2002, p. 208
10. ↑  Rodney J. Decker, The Alexamenos Graffito
11. 1 2  Michael Green, Evangelism in the Early Church, Wm. B. Eerdmans Publishing, 2004, p. 244
12. ↑  Hans Schwarz, Christology, Wm. B. Eerdmans Publishing, 1998, p. 207
13. ↑  Edward L Cutts, History of Early Christian Art, Kessinger Publishing, 2004, p. 200
14. ↑  Rodney J. Decker, The Alexamenos Graffito
15. ↑  N. T. Wright, What Saint Paul Really Said: Was Paul of Tarsus the Real Founder of Christianity?, 1997, Wm. B. Eerdmans Publishing, p. 46
16. ↑  Tertullian, Ad nationes, 1:11, 1:14
17. ↑  Hasset, Maurice (1913). "The Ass (in Caricature of Christian Beliefs and Practices)". Catholic Encyclopedia. New York: Robert Appleton Company. Retrieved on 13 July 2007..
"Wünsch, however, conjectures that the caricature may have been intended to represent the god of a Gnostic sect which identified Christ with the Egyptian ass-headed god Typhon-Seth (Bréhier, Les origines du crucifix, 15 sqq.). But the reasons advanced in favour of this hypothesis are not convincing."
18. ↑  Harold Bayley, Archaic England,: An essay in deciphering prehistory from megalithic monuments, earthworks, customs, coins, place-names, and faerie superstitions, Chapman & Hall, 1920, p. 393-394
19. ↑  "Archæology of the Cross and Crucifix", Catholic Encyclopedia (1917)
20. ↑  David L. Balch, Carolyn Osiek, Early Christian Families in Context: An Interdisciplinary Dialogue, Wm. B. Eerdmans Publishing, 2003, p. 103, footnote 83
21. ↑  Hassett, Maurice M. (1913). "Graffiti". Catholic Encyclopedia. New York: Robert Appleton Company. Retrieved on 13 July 2007.